# 晶体对称要素
晶体对称要素（Symmetry Element）中的对称指物体或者图形相同的部分有规律的重复，是晶体基本性质之一。一个物体或图形相同部分要重复必须借助点、线、面等一些几何要素，这些要素就是对称要素，通常包括对称面、对称轴、倒转轴、映转轴、对称中心。
1. 对称面（代表符号：P）：一个通过晶体中心的假想平面。它犹如一面镜子将晶体平分为互为映像相同的两个部分。晶体可以没有对称面，也可以有一个或多个对称面。如果对称面多于1个应把数目写在字母P前面
2. 对称轴（代表符号：L）：也叫旋转轴，是通过晶体中心的一根假想直线，晶体每环绕它旋转一定角度就会复原一次。每转一周相同部分重复的次数就是该对称轴的轴次。以较小的阿拉伯数字写在大写字母L的右上角来表示该旋转轴的轴次。例如：L4表示4次对称轴。相同部分重复旋转的最小角度是晶体的基转角。对称轴有L1、L2、L3、L4、L6。但是在实践中L1没有实际意义，所以实际上只有L2、L3、L4、L6四种情况。其中，除了L2以外统称高次轴。

晶体可以没有对称轴，可以有一个也可以有几个相同或不同的对称轴。
1. 倒转轴：（rotary-inversion）一种复合要素，代表符号Li。当晶体环绕通过中心的假想的旋转轴转过一定的角度后再通过假想的晶体中心点的倒反实现相同部分的重复。倒转轴也有轴次
2. 旋转反映轴：(rotary-reflection axis)，代表符号Ls。一种复合对称要素。由通过晶体中心的假想平面和与该平面垂直且通过中心的轴组合。晶体围绕该轴旋转一定角度后，再借助假想平面的反映才能让相同部分重复出现。旋转反映轴也有轴次且和倒转轴具有等效关系：Ls1=Li2；Ls2=Li1；Ls3=Li6；Ls6=Li3；Ls4=Li4
3. 对称中心：（centre of symmetry）代表符号c，晶体中心的假想点，通过该点的任意直线上两端等距处必然有对应相同部分，该点就是晶体对称中心。